# Пер-Рамзес
Пер-Рамзес или Пи-Рамесес (Per-Ra-mes(i)-su-heqa-Iunu-aa-nachtu, што значи „Град Рамзеса, великог у победи") је била нова престоница 19. египатске династије коју је изградио фараон Рамзес II, код данашњег села Кантир у близини старог града Авариса. Град је раније служио као летња палата Сетија I (око 1290. п. н. е. - 1279. п. н. е.), а можда ју првобитно основао Рамзес I (око 1292-1290 пре нове ере) док је служио под Хоремхебом.

## Откриће
| O1 | Z1 | V10A | N5 | F31 | S29 | S29 | S38 | O28 | V11A | O29 · R4 | N35 · M3 · Aa1 · X1 | Z7 | A24 · Z2 |

| O1 | Z1 | V10A | N5 | F31 | S29 | S29 | S38 | O28 | V11A | O29 · R4 | N35 · M3 · Aa1 · X1 | Z7 | A24 · Z2 |

Када је Пјер Монте крајем 1930их открио остатке Таниса, велики број поломљених рамзесидијанских споменика је довео археологе до закључе да је Танис заправо Пер-Рамзес, али је на крају закључено да ниједан од ових споменика и натписа није настао на том месту. Манфред Биетак је током 1960-их, прихвативши да је познато да је Пер-Рамзес био смештен на тада најисточнијем рукавцу Нила, мапирао све рукавце Нила из времена старог Египта и установио да је пелусијски рукавац био најисточнији за време владавине Рамзеса II, док танитски рукавац (на ком се налази Танис) није постојао. Ископавања су зато почели на местима са највише остатака рамзесидијанске грнчарије, Тел ел Дабу и Кантиру. Иако на површини није било никаквог знака претходног становања, открића су идентификовала ове локације као Аварис, престоницу Хикса, и Пер-Размес, престоницу Рамзеса II.

## Историја
Рамзес II је рођен и одрастао у тој области, и породичне везе су можда играле улогу у његовој одлуци да се премести своју престоницу из тадашње Тебе далеко на север, мада су геополитички разлози могли бити од већег значаја, пошто је Пер-Рамзес био много ближи египатским вазалним државама у Азији и граници са непријатељским Хетитским царством. Вести и дипломате би стизали до фараона много брже, а главни део војске јео такође био стациониран у граду и могао се брзо мобилизовати да одбије нападе Хетита или номадског народа Шасу са друге стране Јордана.
Првобитно се мислило даје нестанат египатске власти над околним државама током Двадесете династије учинило град мање значајним и довео до тога да се напусти као краљевска резиденција. Данас се зна да је пелусијски рукавац Нила почео да се затрпава око 1060. п. н. е., што је оставило град без воде када је река успоставила нов ток на западу звани танитски рукавац. Двадесетпрва династија је преместила град 100 km северозападно на тај нови рукавац основаши на његовим обалама Ђанет (Танис) као нови престоницу Доњег Египта. Фараони из Двадесетпрве династије су пренели све старе рамзесидијанске храмове, обелиске, стеле, статуе и сфинге из Пер-Рамзеса на ново место. Обелисци и статуе, највећи тежине преко 200 тона, су пренесени у једном комаду, док су главне зграде биле растављене у делове и састављене у Танису. Камен из мање значајних објеката је поново коришћен и рециклирана за подизање нових храмова и зграда.